# Campeonato NORCECA de Voleibol Femenino Sub-20 de 2006
La 'VI edición del Campeonato NORCECA de Voleibol Femenino Sub-20 de 2006' se llevó a cabo en México del 31 de julio al 5 de agosto. Los equipos nacionales compitieron por tres cupos para el Campeonato Mundial de Voleibol Femenino Sub-20 de 2007 a realizarse en Tailandia.

## Grupos
| Grupo A              | Grupo B        |
| -------------------- | -------------- |
| Cuba                 | Canadá         |
| República Dominicana | Costa Rica     |
| México               | Puerto Rico    |
| Trinidad y Tobago    | Estados Unidos |

## Primera fase
| – | Clasificado para Semifinales      |
| – | Clasificado para cuartos de final |

### Grupo A

#### Clasificación
| Pos | Equipo               | PJ | PG | PP | SF | SC | DS | PTS |
| --- | -------------------- | -- | -- | -- | -- | -- | -- | --- |
| 1   | República Dominicana | 3  | 3  | 0  | 9  | 2  | 7  | 6   |
| 2   | México               | 3  | 2  | 1  | 8  | 3  | 5  | 5   |
| 3   | Cuba                 | 3  | 1  | 2  | 4  | 6  | -2 | 4   |
| 4   | Trinidad y Tobago    | 3  | 0  | 3  | 0  | 9  | -9 | 3   |

#### Resultados
| Fecha    |                      | Resultado |                      | Set   | Set   | Set   | Set   | Set   | Puntuación Total |
| Fecha    | 1                    | Resultado | 2                    | 3     | 4     | 5     |       |       | Puntuación Total |
| -------- | -------------------- | --------- | -------------------- | ----- | ----- | ----- | ----- | ----- | ---------------- |
| 31-07-06 | República Dominicana | 3 - 0     | Cuba                 | 25-10 | 25-18 | 25-17 |       |       | 75-45            |
| 31-07-06 | México               | 3 - 0     | Trinidad y Tobago    | 25-05 | 25-09 | 25-13 |       |       | 75 - 27          |
| 01-08-06 | República Dominicana | 3 - 0     | Trinidad y Tobago    | 25-15 | 25-14 | 25-04 |       |       | 75 - 33          |
| 01-08-06 | México               | 3 - 1     | Cuba                 | 25-19 | 21-25 | 25-22 | 29-27 |       | 100 - 93         |
| 02-08-06 | Trinidad y Tobago    | 0 - 3     | Cuba                 | 10-25 | 16-25 | 09-25 |       |       | 35 - 75          |
| 02-08-06 | México               | 2 - 3     | República Dominicana | 23-25 | 20-25 | 25-22 | 25-21 | 09-15 | 102 - 108        |

### Grupo B

#### Clasificación
| Pos | Equipo         | PJ | PG | PP | SF | SC | DS | PTS |
| --- | -------------- | -- | -- | -- | -- | -- | -- | --- |
| 1   | Estados Unidos | 3  | 3  | 0  | 9  | 2  | 7  | 6   |
| 2   | Puerto Rico    | 3  | 2  | 1  | 7  | 4  | 3  | 5   |
| 3   | Canadá         | 3  | 1  | 2  | 5  | 6  | -1 | 4   |
| 4   | Costa Rica     | 3  | 0  | 3  | 0  | 9  | -9 | 3   |

#### Resultados
| Fecha    |                | Resultado |                | Set   | Set   | Set   | Set   | Set | Puntuación Total |
| Fecha    | 1              | Resultado | 2              | 3     | 4     | 5     |       |     | Puntuación Total |
| -------- | -------------- | --------- | -------------- | ----- | ----- | ----- | ----- | --- | ---------------- |
| 31-07-06 | Canadá         | 3 - 0     | Costa Rica     | 25-10 | 25-18 | 25-17 |       |     | 75-45            |
| 31-07-06 | Estados Unidos | 3 - 1     | Puerto Rico    | 25-14 | 24-26 | 25-15 | 25-21 |     | 99 - 76          |
| 01-08-06 | Puerto Rico    | 3 - 1     | Canadá         | 19-25 | 25-22 | 25-20 | 25-13 |     | 94 - 80          |
| 01-08-06 | Estados Unidos | 3 - 0     | Costa Rica     | 25-04 | 25-09 | 25-09 |       |     | 75 - 22          |
| 02-08-06 | Costa Rica     | 0 - 3     | Puerto Rico    | 11-25 | 07-25 | 10-25 |       |     | 28 - 75          |
| 02-08-06 | Canadá         | 1 - 3     | Estados Unidos | 20-25 | 26-24 | 14-25 | 15-25 |     | 75 - 99          |

## Fase final

### Final1.ery3.erpuesto
|  | Cuartos de final        | Cuartos de final     |                         |                        | Semifinales             | Semifinales |  |  | Final                   | Final |
|  |                         |                      |                         |                        |                         |             |  |  |                         |       |
|  |                         |                      |                         |                        |                         |             |  |  |                         |       |
|  |                         |                      |                         |                        |                         |             |  |  |                         |       |
|  | República Dominicana    |                      |                         |                        |                         |             |  |  |                         |       |
|  | 4 de agosto – Monterrey |                      |                         |                        |                         |             |  |  |                         |       |
|  | Directo a Semifinales   |                      |                         |                        |                         |             |  |  |                         |       |
|  | Puerto Rico             | 1                    |                         |                        |                         |             |  |  |                         |       |
|  | Puerto Rico             | 1                    | 3 de agosto – Monterrey |                        |                         |             |  |  |                         |       |
|  |                         | República Dominicana | 3                       |                        |                         |             |  |  |                         |       |
|  | Cuba                    | República Dominicana | 3                       | 2                      |                         |             |  |  |                         |       |
|  | Cuba                    |                      | 5 de agosto – Monterrey | 2                      |                         |             |  |  |                         |       |
|  | Puerto Rico             | 3                    |                         |                        |                         |             |  |  |                         |       |
|  | Puerto Rico             | 3                    | Rep. Dominicana         | 2                      |                         |             |  |  |                         |       |
|  |                         |                      | Rep. Dominicana         | 2                      |                         |             |  |  |                         |       |
|  |                         | Estados Unidos       | 3                       |                        |                         |             |  |  |                         |       |
|  | Estados Unidos          | Estados Unidos       | 3                       |                        |                         |             |  |  |                         |       |
|  | 4 de agosto – Monterrey |                      |                         |                        |                         |             |  |  |                         |       |
|  | Directo a Semifinales   |                      |                         |                        |                         |             |  |  |                         |       |
|  | Estados Unidos          | 3                    | Tercer y cuarto puesto  | Tercer y cuarto puesto |                         |             |  |  |                         |       |
|  | Estados Unidos          | 3                    | Tercer y cuarto puesto  | Tercer y cuarto puesto | 3 de agosto – Monterrey |             |  |  |                         |       |
|  |                         | Canadá               | 0                       |                        |                         |             |  |  |                         |       |
|  | México                  | Canadá               | 0                       | 1                      | Puerto Rico             | 3           |  |  |                         |       |
|  | México                  |                      |                         | 1                      | Puerto Rico             | 3           |  |  |                         |       |
|  | Canadá                  | 3                    |                         | Canadá                 | 0                       |             |  |  |                         |       |
|  | Canadá                  | 3                    |                         |                        | 0                       |             |  |  |                         |       |
|  |                         |                      |                         |                        |                         |             |  |  | 5 de agosto – Monterrey |       |
|  |                         |                      |                         |                        |                         |             |  |  |                         |       |

#### Resultados
| Fecha    | Encuentro                             | Resultado | Set   | Set   | Set   | Set   | Set   | Puntuación total |
| Fecha    | Encuentro                             | Resultado | 1     | 2     | 3     | 4     | 5     | Puntuación total |
| -------- | ------------------------------------- | --------- | ----- | ----- | ----- | ----- | ----- | ---------------- |
| 03-08-06 | Puerto Rico - Cuba                    | 3-2       | 22-25 | 25-21 | 21-25 | 25-11 | 15-09 | 108-91           |
| 03-08-06 | México - Canadá                       | 1-3       | 25-23 | 23-25 | 16-25 | 22-25 |       | 86-98            |
| 04-08-06 | Canadá - Estados Unidos               | 0-3       | 12-25 | 18-25 | 21-25 |       |       | 51-75            |
| 04-08-06 | República Dominicana - Puerto Rico    | 3-1       | 25-23 | 27-25 | 19-25 | 25-21 |       | 95-94            |
| 05-08-06 | Puerto Rico - Canadá                  | 3-0       | 25-18 | 25-21 | 25-23 |       |       | 75-62            |
| 05-08-06 | República Dominicana - Estados Unidos | 2-3       | 15-25 | 23-25 | 25-20 | 25-18 | 09-15 | 97-103           |

## Clasificación final
| Pos | Equipo               |
| --- | -------------------- |
| 1   | Estados Unidos       |
| 2   | República Dominicana |
| 3   | Puerto Rico          |
| 4   | Canadá               |
| 5   | Cuba                 |
| 6   | México               |
| 7   | Costa Rica           |
| 8   | Trinidad y Tobago    |

## Distinciones individuales
| Distinción      | Nombre              | Equipo               |
| --------------- | ------------------- | -------------------- |
| MVP             | Bethania De La Cruz | República Dominicana |
| Mejor Anotadora | Rosa Yarimar        | Puerto Rico          |
| Mejor Ataque    | Gina Mambrú         | República Dominicana |
| Mejor Bloqueo   | Rachel Sánchez      | Cuba                 |
| Mejor Servicio  | Rachel Holloway     | Estados Unidos       |
| Mejor Armadora  | Roselly Pérez       | Puerto Rico          |
| Mejor Recepción | Xaimara Colon       | Puerto Rico          |
| Mejor Defensa   | Xaimara Colon       | Puerto Rico          |
| Mejor Líbero    | Xaimara Colon       | Puerto Rico          |

| Predecesor: Canadá 2004 | Campeonato NORCECA de Voleibol Femenino Sub-20 México 2006 | Sucesor: México 2008 |